# Wendelin Köster
Wendelin Köster SJ (* 17. April 1939 in Meppen) ist ein römisch-katholischer Ordensgeistlicher.

## Leben
Köster trat nach seinem Abitur am Windthorst-Gymnasium Meppen am 8. April 1959 der Ordensgemeinschaft der Gesellschaft Jesu bei. Nach seinem Noviziat auf dem ostwestfälischen Schloss Eringerfeld studierte er Philosophie am Berchmanskolleg in Pullach bei München. Nach einer zweijährigen Tätigkeit im Bonner Aloisiuskolleg studierte er von 1966 bis 1970 Theologie am Kolleg Sankt Georgen in Frankfurt am Main. Am 26. Juli 1969 empfing er die Priesterweihe durch Bischof von Kopenhagen, Hans Ludvig Martensen SJ, im Kaiserdom St. Bartholomäus. 1970 wurde er Assistent des Novizenmeisters in Münster, zudem Jugendseelsorger. Am 5. November 1975 legte er die Profess ab. 1975 wurde er Jugendseelsorger in Trier und übernahm die Leitung des Jugendzentrums Mergener Hof / Marianische Jünglingskongregation (MJC) von 1617. Von 1982 bis 1995 war er Regens des Priesterkollegs Sankt Georgen in Frankfurt am Main.
1995 wechselte er in die Ordenszentrale in Rom und war 13 Jahre lang Assistent des Ordensgenerals Peter Hans Kolvenbach SJ und für die sieben zentraleuropäischen Jesuiten-Provinzen zuständig. Zudem war er Delegat des Generaloberen für das Pontificium Collegium Germanicum et Hungaricum de Urbe in Rom.
Im April 2009 wurde Köster zum Spiritual des Bischöflichen Priesterseminars in Limburg berufen. Im Januar 2010 wurde er mit einer Amtszeit bis 2014 zum Rektor des Kolleg Sankt Georgen gewählt. Er ist zudem Oberer der Jesuitenkommunität Sankt Georgen. Köster ist Vorstand des Trägervereins Philosophisch-Theologische Hochschule Sankt Georgen e.V. und Mitglied des Diözesansynodalrats des Bistums Limburg. Nach Ablauf seiner Amtszeit in Sankt Georgen ist Köster nun Minister (Ökonom) der Jesuiten-Kommunität im Ignatius-Haus zu Frankfurt/Main.

## Werke
- Reich-Gottes-Politik: Rupert Mayer – kämpferisch lieben. Echter-Verlag, Würzburg 2017